# Драгунов, Николай Петрович
Никола́й Петро́вич Драгу́нов (1924—1973) — старшина Рабоче-крестьянской Красной Армии, участник Великой Отечественной войны, Герой Советского Союза (1943).

## Биография
Николай Драгунов родился 3 июля 1924 года в селе Никольская Арчада (ныне — Каменский район Пензенской области) в семье крестьянина. Получил среднее образование. В августе 1942 года Драгунов был призван на службу в Рабоче-крестьянскую Красную Армию. К сентябрю 1943 года гвардии красноармеец Николай Драгунов был разведчиком отдельной разведроты 73-й гвардейской стрелковой дивизии 7-й гвардейской армии Степного фронта. Отличился во время битвы за Днепр.
26 сентября 1943 года, когда противник прорвался к острову Глинск-Бородаевский выше по течению Днепра от Верхнеднепровска и стали угрожать наведённой через реку переправе, Драгунов скрытно подобрался к вражескому пулемётному расчёту и уничтожил его, а затем, используя захваченный пулемёт, уничтожил несколько десятков солдат и офицеров противника, ликвидировав угрозу.
Указом Президиума Верховного Совета СССР от 26 октября 1943 года за «образцовое выполнение боевых заданий командования на фронте борьбы с немецкими захватчиками и проявленные при этом мужество и героизм» гвардии красноармеец Николай Драгунов был удостоен высокого звания Героя Советского Союза с вручением ордена Ленина и медали «Золотая Звезда» за номером 1366.
В 1945 году в звании старшины Драгунов был демобилизован. Работал сначала директором бетонного завода в Каменке, затем председателем исполкома Пачелмского Совета депутатов трудящихся. Умер 17 августа 1973 года, похоронен в посёлке Пачелма Пензенской области.
Был также награждён орденом Красной Звезды и рядом медалей.
Бюсты Драгунова установлены в Пачелме и Каменке, в Каменке также установлена стела в память о нём.